# Ronny Van Geneugden
Ronny Van Geneugden est un footballeur belge devenu entraîneur, né le 17 août 1968 à Hasselt (Belgique).

## Biographie
Il a évolué comme milieu de terrain principalement au Royal Antwerp FC, SK Lommel, Germinal Ekeren et KSC Lokeren.
Il démarre à partir de 2002, une carrière d'entraîneur à  l'Excelsior Veldwezelt. Après s'être occupé des espoirs du KRC Genk de 2003, il est l'entraîneur de l'équipe première de février 2008 à mars 2009.
Depuis 2010, Van Geneugden est à la tête de l'Oud-Heverlee Louvain. Durant sa première saison, il parvient à faire monter le club en division 1, puis à le maintenir dans l'élite la saison suivante.
Le 21 janvier 2014, il est licencié du club d'Oud-Heverlee Louvain.
Il devient le nouvel entraineur de Waasland-Beveren le 28 mai 2014 à la suite du départ de Bob Peeters.  Il est remercié le 30 décembre 2014 après 3 défaites consécutives et une 14e place en championnat, à égalité de points avec le Cercle Bruges , 15e et relégable.
Le 11 novembre 2015, il signe chez le club chypriote de Enosis Neon Paralimni. Sous sa direction, le club finit 13e et avant-dernier et jouera en division 2 la saison prochaine.
En avril 2017, il est nommé sélectionneur du Malawi.
Le 6 juin 2019, il revient en Belgique et devient le nouveau directeur sportif du club de Lommel SK.

## Carrière comme entraineur
- 1999 :  KSC Lokeren
- 2002 - 2003 : Excelsior Veldwezelt
- 2003 - 2004 : KRC Genk (Espoirs)
- Avr. 2004 - Juin 2004 : KRC Genk (adjoint)
- 2004 - février 2008 : KRC Genk (Espoirs)
- Février 2008 - mars 2009 : KRC Genk
- 2010 - janv. 2014 : Oud-Heverlee Louvain
- 2014 - déc. 2014 :  Waasland-Beveren
- Nov. 2015 - 2016 :  Enosis Neon Paralimni
- depuis avr. 2017 :  Malawi

## Palmarès

### En tant qu'entraîneur
- Champion de Belgique de deuxième division en 2011 avec Oud-Heverlee Louvain